# 49777 Каппі
49777 Каппі (49777 Cappi) — астероїд головного поясу, відкритий 2 грудня 1999 року.
Тіссеранів параметр щодо Юпітера — 3,547.